# شيمون سولومون
شيمون سولومون (بالعبرية: שמעון סולומון‏) هو دبلوماسي وناشط حقوق الإنسان وسياسي إسرائيلي، ولد في 5 أغسطس 1968 في إثيوبيا. نشط حزبياً في هناك مستقبل. وقد انتخب عضو الكنيست ‏ وقد انضم خلال فترته النيابية ‏ (5 فبراير 2013 – 31 مارس 2015)  للكتلة البرلمانية هناك مستقبل.